# Station Martouzin
Station Martouzin is een voormalige spoorweghalte langs spoorlijn 166 (Dinant-Bertrix) in Martouzin-Neuville, een deelgemeente van de stad Beauraing.
Het station bevindt zich ongeveer 500 m van de Tunnel van Martouzin, waarin de spoorlijn opnieuw afbuigt naar het zuiden.

## Aantal instappende reizigers
De grafiek en tabel geven het gemiddeld aantal instappende reizigers weer op een week-, zater- en zondag.
| Tabel: aantal instappende reizigers station Martouzin | Tabel: aantal instappende reizigers station Martouzin | Tabel: aantal instappende reizigers station Martouzin | Tabel: aantal instappende reizigers station Martouzin |
|                                                       | Weekdag                                               | Zaterdag                                              | Zondag                                                |
| ----------------------------------------------------- | ----------------------------------------------------- | ----------------------------------------------------- | ----------------------------------------------------- |
| 1977                                                  | 2                                                     | 0                                                     | 2                                                     |
| 1978                                                  | 7                                                     | 0                                                     | 6                                                     |

2,2: Anseremme ·
4,7: Walzin ·
7,2: Gendron-Celles ·
10,4: Château d'Ardenne ·
12,2: Houyet ·
17,5: Wiesme ·
22,2: Beauraing ·
25,0: Martouzin ·
27,2: Pondrôme ·
31,3: Thanville ·
35,3: Vonêche ·
37,0: Gedinne ·
45,4: Louette-Saint-Denis ·
49,3: Bièvre ·
51,6: Graide ·
55,2: Carlsbourg ·
56,3: Merny ·
58,2: Paliseul ·
60,3: Nollevaux ·
61,5: Offagne ·
65,2: Glaumont ·
68,3: Burhaimont ·
70,2: Bertrix